# 류큐 에어 커뮤터
류큐 에어 커뮤터(영어: Ryukyu Air Commuter Co., Ltd, 일본어: 琉球エアーコミューター株式会社)는 일본 오키나와현 나하시에 본사를 둔 항공사로 주로 류큐 열도의 국내선을 운영하고 있으며 일본 트랜스오션 항공이 69.8%, 오키나와현이 5.1%, 기타 주주가 44.9%의 지분을 가지고 있다.

## 연혁
- 1985년 12월 24일 : 류큐에어커뮤터 주식 회사 (RAC) 설립.
- 2007년 4월 : 로고를 JAL 그룹의 마크(태양의 아크)로 변경.
- 2011년 4월 : JAL그룹과 같은 로고 쓰루마루로 로고 변경.

## 보유 기종
- 2022년 6월 기준으로 류큐 에어 커뮤터는 다음과 같은 기종을 보유하고 있다.[1]

## 도장
JAL 그룹이기 때문에 기본적으로 JAL 디자인과 같다.
1세대
- 붉은 글자로 된 "JEX"문자와 회색 선이 그려져 있고 기울임 꼴로 "JAL Express"라고 작게 쓰여져 있었다. 꼬리날개는 쓰루마루가 아니라 회색선이 그어져 있는 모양이었다.

2세대
- 당시 JAL에서 채택된 "The Arc of the Sun (태양의 아크)"의 디자인이며, "JAL"(A에 가로 막대가 들어간다) 로고가 배치되었다 "JAL EXPRESS"의 옆에 표기되어 있었다.

3세대
- JAL의 쓰루마루 채용에 의한 디자인이며 화이트 바디에 기울임꼴 글자 " JAL EXPRESS "라고 그려져있고, 꼬리에 쓰루마루가 그려져있다. 그러나 쓰루마루의 문자는 "JAL"이다.

## JAL 그룹 항공 사업자
- JAL 그룹은 국제 항공 연합인 원월드에 가맹하고 있으나 ※있는 항공사의 경우 원월드에 가맹하지 않는다.

- 일본 항공 (JAL)
- 일본 트랜스오션 항공 (JTA)
- JAL 익스프레스 (JEX)
- 일본 에어 커뮤터 (JAC) ※
- J-에어 (JLJ) ※